# Візім'ярське сільське поселення
Візім'я́рське сільське поселення (рос. Визимьярское сельское поселение) — муніципальне утворення у складі Кілемарського району Марій Ел, Росія. Адміністративний центр та єдиний населений пункт — селище Візім'яри.

## Історія
Станом на 2002 рік існувала Візім'ярська сільська рада (селища Візім'яри, Дубовський). Пізніше селище Дубовський було передане до складу Ардинського сільського поселення.

## Населення
Населення — 1841 особа (2019, 2100 у 2010, 2038 у 2002).